# Glennys Farrar
Glennys R. Farrar és una professora de física a la Universitat de Nova York (NYU) especialitzada en física de partícules, cosmologia i en l'estudi de la matèria fosca.
Farrar es va llicenciar a la Universitat de Califòrnia - Berkeley el 1968 i va obtenir el seu doctorat a la Universitat de Princeton el 1971, esdevenint la primera dona en rebre un doctorat en física en aquesta universitat.
Després de Princeton, Farrar fou professora a les facultats de física de Caltech i a la Universitat Rutgers, que es va unir a la NYU el 1998. A la NYU, fou cap del departament de física i va fundar el Centre de Cosmologia i Física de Partícules.
Ha estat membre de l'Institut d'Estudis Avançats de Princeton, i el 1975 va rebre una Beca de Recerca Sloan, una Beca Guggenheim el 1984, i el 2014 fou seleccionada com a Simons Fellow en Física Teòrica.